# Principio di Fermat
In ottica, il principio di Fermat, o "principio di minor tempo", afferma che:

di tutti i possibili cammini che un raggio di luce può percorrere per andare da un punto a un altro, esso segue il cammino che richiede il tempo più breve

La legge di Snell deriva dall'applicazione di questo principio alla luce: anche se il percorso del raggio di luce nei due mezzi sembra spezzato, è in realtà il più veloce possibile, dati gli indici di rifrazione diversi.

 Nel calcolo del tempo di percorrenza, si deve tenere conto del fatto che la velocità della luce in un mezzo ottico è uguale alla velocità della luce nel vuoto divisa per l'indice di rifrazione del mezzo. 
Storicamente, il principio di Fermat fu il primo esempio di legge dinamica espressa in forma di principio variazionale. Fu infatti il punto di partenza per Maupertuis nel suo intento di trovare un'alternativa a certe teorie di Newton, che considerava leibnizianamente insufficienti, poiché portavano ad un universo costituito da un moto casuale di particelle che interagiscono secondo la sola legge di gravità, e non spiegavano la presenza di strutture organizzate e della vita nell'universo.
I minimi si presentano più spesso, tanto che il principio fu inizialmente formulato in campo ottico e in questa forma: per esempio l'angolo di rifrazione che un'onda prende passando attraverso un diverso mezzo oppure il percorso della luce riflessa da uno specchio piano. I massimi si presentano nelle lenti gravitazionali, e negli specchi sferici concavi. Un punto di flesso descrive il percorso che prende la luce quando è riflessa da una superficie riflettente ellittica.
Mentre il principio di Huygens-Fresnel è utile per spiegare la diffrazione, il principio di Fermat può essere usato per descrivere le proprietà dei raggi di luce riflessi da specchi, rifratti attraverso diversi mezzi, o sottoposti a riflessione interna totale, e spiega la legge di Snell.